# 最明寺 (三条市)
最明寺（さいみょうじ）は、新潟県三条市院内に所在する真言宗智山派寺院。山号は明白山。院号は千手院。本尊は大日如来。越後三十三観音霊場札所最終納所（33番札所）で観音堂の本尊は千手観音。

## 歴史
寛延3年（1750年）の｢村松領各宗由緒帳｣によると、天平元年（729年）に甚諦により、千手観音を本尊とする法相宗寺院として開山。45世住持の珂説の時に真言宗に改宗。中頸城郡飯田村（現:上越市）の本都寺などの末寺4ヶ寺を有したとしている。

## 交通
- JR東三条駅から越後交通 八木ヶ鼻温泉行 路線バスに乗車し、終点ひとつ手前「八木前」下車後徒歩約10分。
- 道の駅漢学の里しただから車で約4分（徒歩約25分）